# Мильштейн, Александр Моисеевич
Алекса́ндр Моисе́евич Мильште́йн (укр. Олександр Мойсейович Мільштейн; род. 8 сентября 1963, Харьков, Украинская ССР, СССР) — украинский русскоязычный писатель, переводчик. Выступает также как художник-график, в том числе с иллюстрациями к собственным произведениям.

## Биография
Родился в семье инженеров. Окончил механико-математический факультет Харьковского государственного университета. Периодически работает программистом. С 1995 года живёт  в Мюнхене (Германия), сохраняя украинское гражданство.
Автор сборников прозы «Школа кибернетики» (2002), «Кодекс парашютиста» (2013), «Пятиполь» (2017), романов «Серпантин» (2008), «Пиноктико» (2008), «Контора Кука» (2013; лонг-лист премии имени Александра Пятигорского, 2016—2017), «Параллельная акция» (2008—2014; шорт-лист премии «НОС», 2014, финал «Русской премии», 2015), «Аналоговые машины» (2018), повестей «Скло» (2009), «Вечный студент» (2011), «Эстафета поколений» (2013), «Нарисуй это белым» (2014), «Пока течёт Изар», «Фриц» (обе — 2015), «Перед дамбой», «Пятиполь» (обе — 2016), «Контурные путешествия Дана Капитонова», «Тиновицкий», «Фло» (все — 2017), «Абитуриент» (2018); переводчик сборника рассказов Юдит Герман «Летний домик, позже» (2009). Проза, эссеистика, переводы с немецкого (Уве Копф, Кристиан Крахт, Юлия Франк, Юдит Герман) и украинского (Сергей Жадан) публиковались в журналах «22», «Даугава», «Зарубежные записки», «Звезда», «Крещатик», «НАШ», «Нева», «Новый Берег», «Окно», «©оюз Писателей», «Урал», «Чайка», Case, сетевых изданиях «Русский журнал», «Сноб», «Топос», «Цирк „Олимп“ + TV», «Частный корреспондент», post(non)fiction, TextOnly, альманахах «Фигуры речи 2», «Новый Гильгамеш», «Артикуляция», препринте «Русский журнал» и др. Переводился на украинский (сайт «Eine Brücke aus Papier / Міст з паперу», арт-дайджест «Солонеба»), немецкий (журнал Der Freund, газета Süddeutsche Zeitung) и английский языки (литературный форум EastWest). Снялся в немецком документальном фильме «Ночной поезд на Мариуполь» (нем. Nachtzug nach Mariupol, 2018; режиссёр Ванья Нольте, нем. Wanja Nolte), посвящённом четвёртой немецко-украинской писательской встрече «Мост из бумаги» (нем. Eine Brücke aus Papier, укр. Міст з паперу).

## Отзывы
В рецензии на первый сборник прозы Александра Мильштейна «Школа кибернетики» российский писатель, историк литературы и литературный критик Самуил Лурье (С. Гедройц) замечает: «Под ровной поверхностью этой прозы бежит в сумасшедшем темпе весьма нетривиальное сознание. Какое-то бесконтактное. Тут никто ничего по-настоящему не хочет, не то что не любит. Не существует ничего, что считалось бы прекрасным, желанным или хотя бы дорогим. Всем всё равно, что с ними будет. Мир полон сумасшедших, притворяющихся нормальными. Каждый играет в жмурки с судьбой. Скука жизни преодолевается только скоростью. Быт, поделённый на предложения, летит сквозь человека со скоростью облаков в ветреный день».
По мнению российского литературного критика Льва Данилкина, в романе Мильштейна «Серпантин» «что-то странное происходит со словами; они как будто обладают каким-то неизвестным параметром — как упомянутые в романе шары в мошеннической лотерее у Маркеса, которые подогревали или охлаждали, чтобы дети могли вслепую вытягивать их из лототрона. В мильштейновский роман тоже будто можно засунуть руку и почувствовать слова на ощупь. Море, рядом с которым всё время находятся герои, — это ещё и море языка, колоссальная масса живых слов; с одной стороны, бесконечный источник материала для метаморфоз, с другой — гравитационное поле, искажающее всё говоримое, изменяющее значения слов, пространство бесконечной диффузии смыслов».
Рассуждая о художественном своеобразии прозы Мильштейна в рецензии на роман «Пиноктико», российский писатель и литературный критик Александр Уланов констатирует: «Действительность ассоциируется у героев Мильштейна с фильмами Герцога, Линча, Вендерса, Фассбиндера, с современным изобразительным искусством. Жизнь — не сон, как полагали во времена барокко, а инсталляция. Весь мир — огромная инсталляция, через которую пробирается человек».

## Выставки
Персональные
- 2016 — Rays and Other Letters. Мюнхен, Институт иностранных языков и переводчиков
- 2017 — Окна в Пятиполь. Львов, галерея «Дзига»
- 2017 — Окна в Пятиполь. Киев, галерея 32 Vozdvizhenka ARTS-House
- 2018 — Аналоговые машины. Харьков, Муниципальная галерея[укр.]
- 2018 — Раёк. Пархомовка (Харьковская область), Пархомовское отделение Харьковского художественного музея
- 2019 — Prosa Engine. Фельдафинг, ратуша

Совместные
- 2016 — Don’t be afraid, you are already dead! Мюнхен, галерея FOE
- 2017 — ART-Work (украинско-польская). Киев, «Мистецький арсенал»
- 2017 — ART-Work (украинско-польская). Вроцлав, Городская галерея
- 2017 — Numero Uno. Мюнхен, галерея Nautilus